# ピカリャ〜
ピカリャ〜は、沖縄県八重山郡竹富町の竹富町観光協会が2010年より展開している竹富町PRマスコットキャラクターである。
「ピカリャ〜」の最後の長音符の表記は、「ー」ではなく「〜」である。

## プロフィール
- 名前 - ピカリャ〜[4]
- 種類 - イリオモテヤマネコ[4]
- 性別 - 男の子[4]
- 誕生日 - 2010年7月30日[4]
- 出身地 - 沖縄県八重山郡竹富町（八重山諸島）[4]
- 特徴 - おなかに八重山諸島の島々の模様がある[4]
- 好物 - 島バナナ[4]

## 沿革

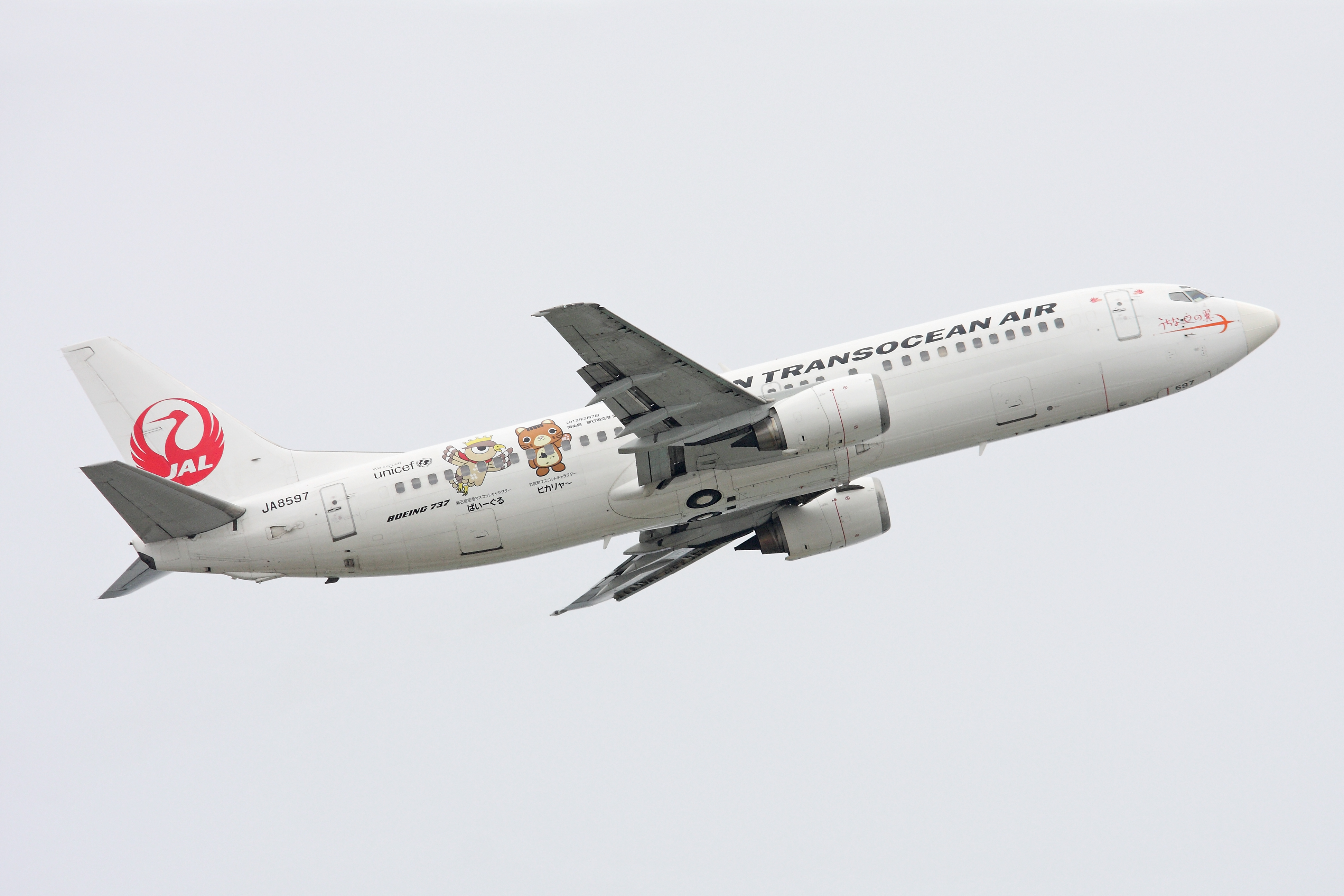
JTA機の機体に描かれたピカリャ〜。左はぱい〜ぐる。

2009年（平成21年）11月、竹富町観光協会の青年部長がひこにゃんをヒントに町長に提案。2010年（平成22年）2月8日から3月15日まで、竹富町内の小学生からキャラクターデザインを募集し、応募された45作品の中から、イリオモテヤマネコをモチーフにした竹富町立古見小学校の児童のデザインが選ばれた。同年の八重山の海開きでデザインが発表された後、着ぐるみが作成され、7月30日に竹富町役場を初訪問して公開された。
また、同年8月1日から25日まで名称が募集され、980件の中から石垣市大浜在住の男性が応募した「ピカリャ〜」が選定されて、8月31日に竹富町役場で発表された。「ピカリャ〜」という名前は、西表島に生息するという伝説がある、イリオモテヤマネコより大型のネコ科動物ヤマピカリャー（イリオモテヤマネコ#ヤマピカリャーも参照）をもとに考えられたものである。
ゆるキャラグランプリでは、2011年（平成23年）に249体中30位、2012年（平成24年）に166位、2013年（平成25年）に1,580体中480位となった。
2013年（平成25年）2月11日から6月22日には、新石垣空港（現名称：石垣空港）の開港（同年3月7日）を記念し八重山諸島をPRするために、日本トランスオーシャン航空のB737-400 1機の機体に同空港のマスコットキャラクター「ぱいーぐる」と竹富町のマスコットキャラクター「ピカリャ〜」をデザインした特別デカール機「ぱいーぐる・ピカリャ〜ジェット」が就航した。